# Boycott antisémite de 1933 en Allemagne
Vous lisez un « bon article » labellisé en 2011.

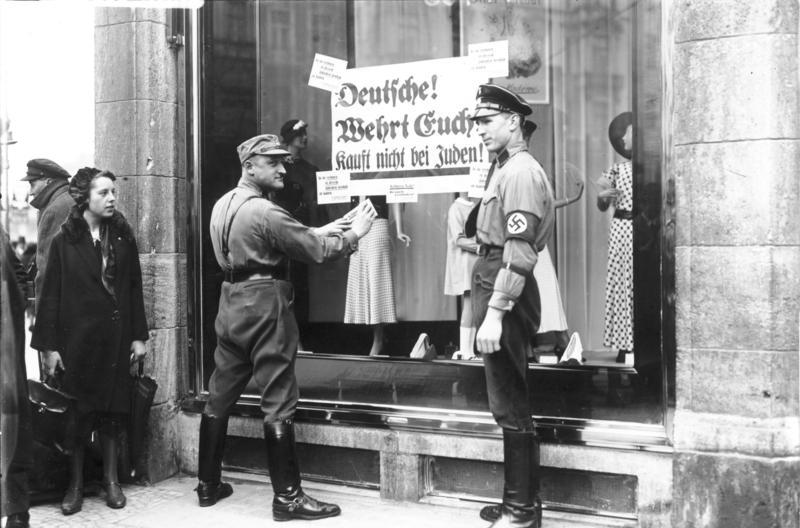
Membres de la SA apposant sur la vitrine d'un commerce juif des pancartes proclamant :
Deutsche !
Wehrt euch !
Kauft nicht bei Juden !,
Allemands !
Défendez-vous !
N'achetez pas chez les Juifs !

Le boycott antisémite du 1er avril 1933 fut organisé par les nazis en Allemagne quelques semaines après l'accession d'Adolf Hitler au poste de chancelier, le 30 janvier 1933. Première manifestation antisémite d'envergure organisée par les nazis après leur arrivée au pouvoir, il fut les prémices et le prétexte de la mise en place de législations antisémites, comme la loi allemande sur la restauration de la fonction publique du 7 avril 1933. Il constitua également l'une des étapes qui débouchèrent sur la Shoah.

## Contexte

### Antécédents

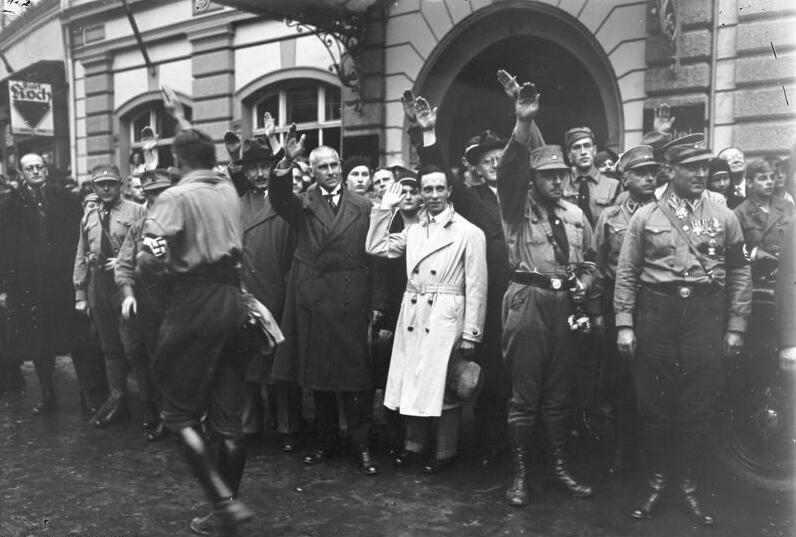
Défilé de la SA en 1930. En trench-coat blanc au centre de l'image, Joseph Goebbels salue de la main ; à sa droite Wilhelm Frick.

L'antisémitisme connaît un regain de vigueur en Allemagne après la fin de la Première Guerre mondiale et se développe surtout dans les universités. Dès 1921, l'union des étudiants allemands (Deutscher Hochschulring) n'admet plus les étudiants juifs en son sein ; cette exclusion concerne également les Juifs convertis au christianisme. Cette exclusion est mise en cause par le gouvernement mais est approuvée, à l'issue d'un référendum, par 76 % des étudiants qui ont pris part au vote. À la même époque, la presse nazie encourage le boycott des entreprises juives, position qui devient un classique des partis de droite.
À partir de 1931, les membres de la SA empêchent les clients d'accéder aux commerces juifs, brisent les vitrines des magasins et menacent leurs exploitants. À l'automne 1932, des SA posent des bombes dans des entreprises et commerces juifs et dans des synagogues ; à Noël, le parti nazi organise un boycott à l'échelle nationale, alors que de larges secteurs de l'économie, comme les banques, les compagnies d'assurance et les grandes entreprises industrielles, comme Siemens, n'acceptent plus d'engager des Juifs.

### Prémices
Après la nomination d'Hitler au poste de chancelier le 30 janvier 1933, la violence antisémite se répand à travers toute l'Allemagne. Des membres de la SA envahissent des synagogues et profanent les objets de culte, brisent les vitrines de commerces juifs, humilient et molestent des Juifs croisés dans la rue. Au lendemain des élections du 5 mars, des groupes de SA arpentent le Kurfürstendamm de Berlin, prennent les passants juifs en chasse et les rossent ; le 9 mars, ils arrêtent des dizaines de Juifs émigrés d'Europe de l'Est dans le quartier de Scheunenviertel et les envoient dans des camps de concentration improvisés, aux côtés d'opposants antinazis, juifs et non-juifs, ; à Königsberg, ils incendient une synagogue et battent à mort un homme d'affaires juif. Dans plusieurs petites villes, des membres de la SS couvrent les devantures de magasins juifs d'inscriptions injurieuses et en barrent l'accès ; des avocats et des juges juifs sont physiquement empêchés d'accéder aux tribunaux, ou en sont chassés avant d'être battus, comme à Breslau.

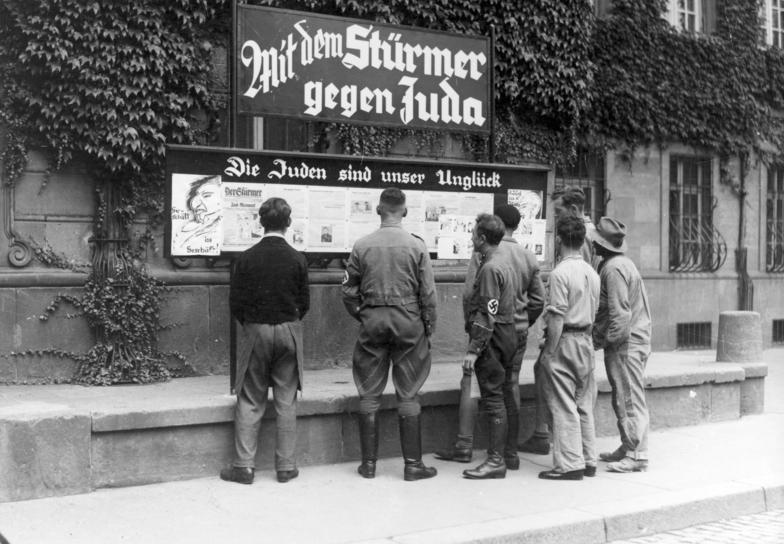
Campagne antisémite du Stürmer en 1933. L'affiche du haut proclame : Mit dem Stürmer gegen Juda (Avec le Stürmer, contre le Juif), celle du bas affiche : Die Juden sind unser Unglück (Les Juifs sont notre malheur).

Ces violences inquiètent les alliés conservateurs du parti nazi, dont le soutien est indispensable pour obtenir le vote de la loi des pleins pouvoirs, et suscitent des plaintes des milieux industriels et financiers, ce qui amène Hitler, le 10 mars, à appeler à cesser les actions individuelles lorsqu'elles perturbent la bonne marche des affaires publiques ou de l'économie. Cette intervention provoque une accalmie : si les dirigeants nazis souhaitent contrôler les violences, ils n'en continuent pas moins à les attiser par leurs discours et des campagnes antisémites comme celles menées par Julius Streicher dans Der Stürmer. Les actions antisémites reprennent après quelques jours et deviennent de plus en plus violentes. Le 15 mars, à Straubing en Bavière, des hommes portant un brassard rouge à svastika enlèvent en pleine nuit un marchand de primeurs juif : il est abattu et son corps est retrouvé le lendemain dans des bois avoisinants. Le samedi 25 mars, c'est dans le Bade-Wurtemberg que les chemises brunes sévissent : à Niederstetten, une trentaine de SA venus de l'extérieur font irruption dans les maisons occupées par des familles juives, rassemblent les hommes à la mairie et les battent sauvagement ; à Creglingen, le même type d'action fait deux morts. Ces exactions sont fermement condamnées par le pasteur luthérien de Niederstetten, Hermann Umfried, lors de son prêche dominical,. En Hesse, à Wiesbaden, des groupes de jeunes brisent les vitrines de magasins juifs ; à Gedern, des SA pénètrent de force dans des maisons juives et en rossent les occupants sous les acclamations d'une foule de plus en plus nombreuse. À Berlin, des correspondants de la presse étrangère rapportent avoir vu des juifs étendus dans les rues, le visage couvert de sang.
Le déchaînement de brutalité antisémite suscite des articles critiques dans les presses britannique, française et américaine, articles qualifiés de « propagande sur des atrocités imaginaires » par le ministre allemand des Affaires étrangères, Konstantin von Neurath. Le mouvement de protestation prend une ampleur particulière aux États-Unis, où des manifestations sont organisées dans plusieurs villes. Malgré un télégramme de l'Union centrale des citoyens allemands de confession juive à l’American Jewish Committee, demandant de s'abstenir de toute manifestation d'hostilité à l'égard de l'Allemagne, un appel au boycott des marchandises allemandes est lancé. Les manifestations et initiatives anti-allemandes se multiplient également en Grande-Bretagne : afin de les contrer, Hermann Göring convoque plusieurs responsables de la communauté juive allemande et les dépêche à Londres.

### L'appel juif au boycott de l'Allemagne du 24 mars 1933
Le journal Daily Express de Londres du 24 mars 1933 paraît avec comme titre à la une : « Judea Declares War on Germany ! » (Les Juifs déclarent la guerre à l'Allemagne !).
Dans la suite de l'article, on peut lire « Les Juifs du monde entier se donnent la main, il y a un boycott des produits allemands et des manifestations de masse. Les tensions entre Juifs et Allemands ont eu une répercussion aussi étrange qu’inattendue : l’ensemble d’Israël à travers le monde se met à l’unisson pour déclarer une guerre économique et financière à l’Allemagne. Le premier cri à s’être fait entendre, c’est : « l’Allemagne persécute les Juifs », mais au train où vont les choses, on pourrait bien entendre monter une plainte du côté d’Hitler « les Juifs persécutent l’Allemagne ». 

C’est tout Israël qui se dresse avec colère contre l’agression nazie antijuive. Adolf Hitler, porté au pouvoir par un appel primaire au patriotisme, est en train de faire l’histoire là où il n’aurait jamais pensé la faire. Pensant unir les seuls Allemands autour de la conscience raciale, il a provoqué une renaissance nationale de tout le peuple juif.
L’apparition du swastika, symbole de la nouvelle Allemagne a entraîné le retour du Lion de Juda, le vieil emblème du défi juif. Dispersés sur tout le globe, 14 millions de Juifs se sont dressés comme un seul homme pour déclarer la guerre aux persécuteurs de leurs semblables en Allemagne… Les divisions intestines ont été mises de côté pour le bien commun, il s’agit de se tenir aux côtés des 600 000 Juifs d’Allemagne qui sont terrorisés par l’hitlérisme et l’antisémitisme pour forcer l’Allemagne fasciste à arrêter sa campagne de violence et de répression contre la minorité juive. »
« Des mesures de rétorsion sont prévues des deux côtés de l’Atlantique. Les Juifs du monde entier sont décidés à ne pas rester les bras croisés devant cette nouvelle vague d’antisémitisme tout droit sorti du Moyen Âge. L’Allemagne pourrait payer cher l’antagonisme d’Hitler envers les Juifs. Elle est menacée d’un boycott international dans le commerce, la finance et l’industrie. »
« Les concertations au sein de la communauté juive vont bon train en Europe et en Amérique pour agir en représailles contre l’Allemagne hitlérienne […]. Des résolutions sont prises dans le monde des affaires pour tarir les relations commerciales avec l’Allemagne. »
« L’Allemagne est un gros emprunteur sur le marché monétaire international où l’influence juive est considérable. […] Des mesures se mettent en place du côté de la finance juive pour faire pression et forcer l’arrêt des actions antisémites. […] Un boycott coordonné des acheteurs Juifs est susceptible de faire un tort considérable aux exportations allemandes. Les commerçants Juifs partout dans le monde sont de gros acheteurs de produits allemands. »
« En Pologne, l’embargo commercial est déjà effectif.

On croit savoir que les organisations représentatives juives dans les capitales européennes sont en train d’effectuer des démarches auprès de leurs gouvernements respectifs pour qu’ils usent de leur influence auprès du gouvernement d’Hitler afin que cesse l’oppression des Juifs allemands.

Le vieux peuple d’Israël, de nouveau uni, se dresse en bloc avec les armes d’aujourd’hui pour poursuivre sa lutte sempiternelle contre ses persécuteurs. ».

## La journée du1eravril de boycott des commerçants juifs

### Préparatifs
En réaction à l'article du Daily Express de Londres du 23 mars, un « Comité central de défense contre l'horreur juive et le boycottage provocateur juif » (Zentralkomitee zur Abwehr des jüdischen Greuel und Boycotthetze) est créé et organise des rassemblements de masse où prennent la parole des personnalités du parti, comme Joseph Goebbels. L'ensemble de la presse du parti lance une campagne anti-juive massive et concertée, en affirmant que le gouvernement est confronté à une « abominable campagne de dénigrement juive » et que le boycott des commerces juifs est une contre-mesure légitime. Sur un ton plus modéré, la presse conservatrice, mise sous pression par les autorités nazies, fait chorus :

« Si les Juifs de divers grands pays […] devaient entretenir l'espoir de pouvoir venir en aide aux Juifs d'Allemagne par le biais de quelque propagande anti-allemande, alors nous devons leur dire que cela leur coûtera fort cher sans qu'ils puissent en tirer profit »

— Frankfurter Zeitung, 28 mars 1933.
 Le 26 mars 1933, Adolf Hitler « décide de canaliser les pulsions antisémites des militants de la base en les intégrant à une action concertée » lors d'une réunion avec Joseph Goebbels, Julius Streicher et Heinrich Himmler. Deux jours plus tard, il ordonne à tous les échelons du parti nazi d'organiser le boycott des entreprises et magasins juifs dans toute l'Allemagne à partir du 1er avril. Il annonce cette décision lors d'une réunion du gouvernement le 29 mars en précisant que la ratification du boycottage permettrait d'éviter une effervescence dangereuse : les ministres nationaux-allemands émettent des réserves et le président Hindenburg tente même d'intervenir. Hitler refuse d'annuler l'opération mais propose, le 31, de la reporter au 4 avril, si les gouvernements britannique et américain effectuent une déclaration condamnant l'agitation anti-allemande dans leur pays ; en cas d'absence de réponse positive, le boycott est fixé au 1er avril et doit reprendre le 4. Dans la soirée, les deux gouvernements font savoir qu'ils acceptent de faire la déclaration demandée, mais le ministre allemand des Affaires étrangères, Konstantin von Neurath, leur répond qu'il est trop tard et qu'Hitler a pris sa décision : le boycott est maintenu pour le 1er avril pour une journée, suivie d'une période d'attente, la reprise au 4 avril n'étant plus mentionnée.
L'appel au boycott est lancé par Julius Streicher le 31 mars :

« Nous vous appelons, femmes et hommes allemands, à respecter le boycott. N'achetez pas dans les boutiques et grands magasins juifs, n'allez pas chez des avocats juifs, évitez les médecins juifs. Montrez aux Juifs qu'ils ne peuvent pas souiller l'Allemagne et dénigrer son honneur sans punition. Tous ceux qui agiront contre cet appel démontreront qu'ils sont aux côtés des ennemis de l'Allemagne »

— Julius Streicher, 31 mars 1933.

### Déroulement

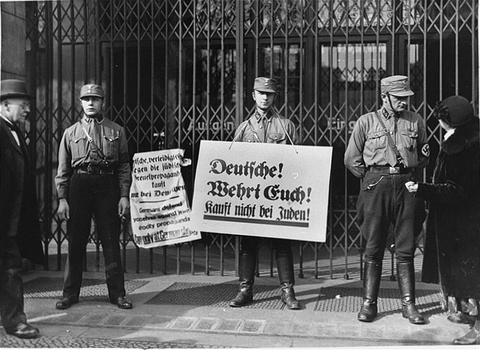
Membres de la SA empêchant l'accès à un magasin juif.

Le 1er avril, des membres de la SA, de la SS. et du Stahlhelm se postent de manière menaçante devant les commerces tenus par des juifs ou devant les bureaux d'avocats ou de médecins juifs, entre autres psychiatres ; ils apposent un peu partout des pancartes aux slogans antisémites, comme « Allemands ! N'achetez pas dans les grands magasins et commerces juifs ! » L'action est coordonnée par les instances centrales du parti nazi et les actes de violence individuelle sont interdits. Cette consigne est généralement respectée et les SA se contentent le plus souvent d'user de la menace et de l'intimidation, même si en plusieurs endroits ils brisent des vitrines, pillent des marchandises, arrêtent des contestataires ou pourchassent et rossent les propriétaires de commerces. À Berlin, le boycott s'accompagne dans l'après-midi, d'un défilé de 150 000 travailleurs « protestant contre les diffamations à l'étranger », puis, dans la soirée, de 100 000 membres des Jeunesses hitlériennes.
Le boycott se heurte à des problèmes immédiats, notamment dus à l'indifférence de la population. Afin d'éviter toute difficulté, de nombreux commerces n'ouvrent pas ou ferment tôt. Dans certaines localités, comme à Bad Tölz, il n'est tout simplement pas appliqué. Il soulève également des questions imprévues : « Quels critères devait-on retenir pour déclarer une entreprise « juive » ? Le nom, le fait que ses directeurs étaient juifs ou que des juifs contrôlaient une partie ou la totalité de son capital ? Si l'entreprise pâtissait de l'opération, qu'adviendrait-il de ses employés aryens ? ». Dans certains cas, il débouche sur des licenciements et des actions en justice.
Seuls les petits commerces et les professions libérales sont frappés par le boycott. Cependant, le boycottage aurait pu avoir de graves répercussions économiques sur la population juive : « d'après l'historien Avraham Barhai, en effet, plus de 60 % des Juifs bénéficiant d'un emploi rémunéré étaient concentrés dans le secteur commercial et, à une majorité écrasante, dans le commerce de détail. De même, les Juifs des secteurs de l'industrie et de l'artisanat étaient le plus souvent propriétaires de petites entreprises et magasins ou artisans ». Les grandes entreprises juives, dont les grands magasins, pourtant souvent dénoncées par la presse nazie et dans les discours, sont épargnées en raison de leur importance dans l'économie nationale et pour éviter le risque de licenciement de « braves camarades de la nation ».

### Réactions dans la population et la presse
Dans les grandes villes, des rassemblements de curieux se forment devant les commerces juifs, mais la foule reste le plus souvent passive et silencieuse. Dans certains cas, comme à Munich et à Hanovre, des acheteurs déterminés tentent de forcer les barrages des SA, cette attitude étant minoritaire ; d'autres citoyens contournent le boycott en effectuant leurs achats la veille de celui-ci, attitude condamnée par le Völkischer Beobachter qui déplore « le manque de bon sens de cette fraction de la population qui versait de force [sic] un argent durement gagné entre les mains d'ennemis du peuple et de fourbes calomniateurs ». La masse de la population accepte le boycott, mais à une écrasante majorité, elle adopte un comportement passif. Comme le souligne le Times dans son édition du 3 avril, l'antisémitisme spontané et actif est rare tandis que l'antipathie et la méfiance vis-à-vis des commerçants juifs sont en revanche largement répandues.

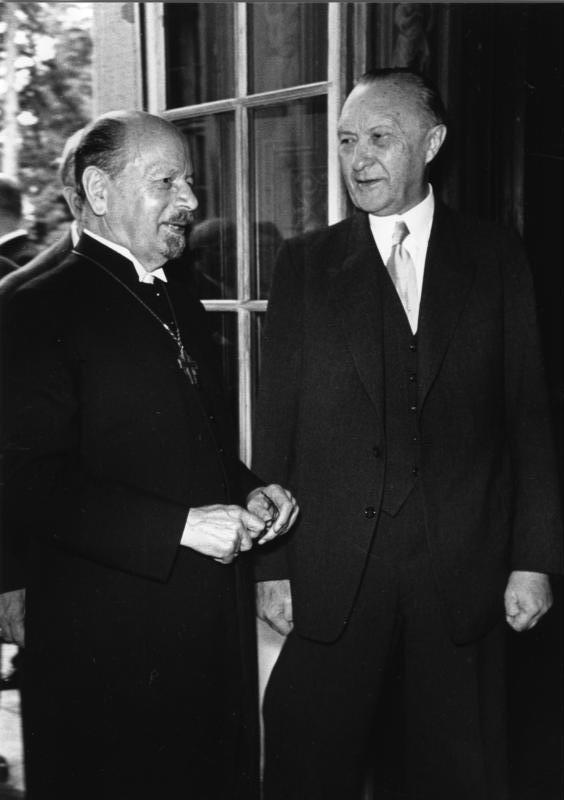
Otto Dibelius (à gauche) et Konrad Adenauer en 1957.

Les Églises chrétiennes restent silencieuses : « pendant les journées décisives autour du 1er avril, aucun évêque, aucune personnalité ecclésiastique, aucun synode ne protesta publiquement contre la persécution des Juifs en Allemagne ». L'un des haut représentants du clergé protestant, Otto Dibelius, déclare le 4 avril, lors d'une allocution radiophonique à destination des États-Unis, que le boycottage s'est déroulé dans le calme et l'ordre et qu'il s'agit d'une mesure de défense raisonnable. Le cardinal Adolf Bertram, président de la conférence épiscopale allemande refuse d'intervenir, soutenu sur ce point par l'ensemble du haut clergé catholique allemand,.
Dans son ensemble, « la presse donne uniformément l'image d'une action calme et disciplinée, ignorant ou minimisant les incidents et actes de violence, qui furent pourtant nombreux ». Le quotidien conservateur Deutsche Allgemeine Zeitung se déclare satisfait du « succès » du boycott mais écrit que « au plus profond de son âme, le peuple allemand n'éprouve que peu de sympathie pour de telles mesures violentes » ; quant au Frankfurter Zeitung, il adopte un ton critique vis-à-vis du boycott.

### Un échec relatif
Si Joseph Goebbels présente le boycott comme une victoire totale, le succès est bien moins important que ce qu'il affirme. S'il ne suscite aucune opposition publique, l'absence d'enthousiasme de la population est frappante ; de plus, il a des retombées négatives sur l'économie du pays et sur la réputation de l'Allemagne à l'étranger. Officiellement, le boycott est présenté comme un grand succès, mais en privé, les chefs nazis reconnaissent les nombreux échecs. L'opération ne se poursuit donc pas à l'échelle nationale, mais, au cours des années suivantes, des boycotts sont organisés dans de nombreuses localités.

## Une étape de la politique antisémite nazie
« L'un des objectifs principaux du boycott est de bien faire comprendre aux militants nazis de base que la politique antisémite doit être définie par les instances centrales, et exécutée de manière rationnelle plutôt qu'à travers des violences et des pogroms spontanés […] Le boycott prépare donc bien le terrain à la législation de la politique nazie contre les Juifs. »

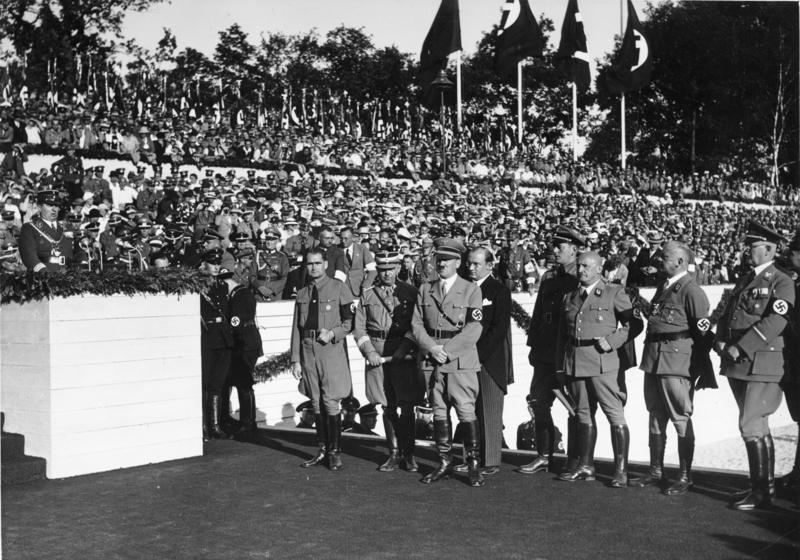
Adolf Hitler lors du congrès de Nuremberg de 1935.

Une semaine après son déroulement, les lois sur la restauration de la fonction publique et sur la réglementation de l'accès au barreau du 7 avril 1933 sont les deux premiers textes législatifs antisémites en Allemagne depuis 1871. Ils constituent le point de départ d'un processus d'exclusion, respectant les apparences de la légalité, des Juifs de la société allemande, processus qui atteint son point culminant avec les Lois de Nuremberg. Ces dispositifs légaux sont suivis, en 1938, par la Nuit de Cristal, qui marque une radicalisation et une amplification de la violence anti-juive orchestrée par le parti nazi.
Le boycott du 1er avril 1933 constitue l'un des jalons de la politique antisémite nazie qui va conduire à l'extermination des Juifs d'Europe, en suivant un processus controversé.